# Resseliella oculiperda
Resseliella oculiperda är en tvåvingeart som först beskrevs av Ewald Rübsaamen 1893.  Resseliella oculiperda ingår i släktet Resseliella och familjen gallmyggor. Inga underarter finns listade i Catalogue of Life.